# Енн Гейч
Енн Селесте Гейч (англ. Anne Celeste Heche, [heɪtʃ]; 25 травня 1969 — 12 серпня 2022) — американська акторка, режисерка, сценаристка. Номінантка премії «Еммі» (прайм-тайм) 2010 року.

## Біографія
Енн Гейч народилась 25 травня 1969 року в місті Орора, штат Огайо, в сім'ї Дональда й Ненсі Гейч як наймолодша з п'яти дітей. Сім'я Гейч переїздила загалом одинадцять разів протягом її дитинства; в якийсь момент вони жили в громаді амішів. Сім'я оселилася в Оушен-Сіті, штат Нью-Джерсі, коли акторці було дванадцять років. Через напружені обставини в сім'ї Енн пішла працювати в їдальню в Свентоні: «У той час, коли нас вигнали з дому, а моя сім'я жила в спальні в будинку великодушної родини з нашої церкви, — сказала вона, — я отримувала 100 доларів на тиждень, що було більше, ніж у будь-кого іншого в моїй родині. Ми всі об'єднали наші гроші в конверті в шухляді й накопичили достатньо, щоб виїхати через рік».
3 березня 1983 року, коли Гейч було тринадцять, її 45-річний батько помер від СНІДу. На інтервю Larry King Live Енн сказала: «Він був у повному запереченні до дня своєї смерті. Ми впевнені, що він отримав це (СНІД) у своїх гомосексуальних стосунках. Абсолютно. Я не думаю, що це були лише одні стосунки. Він був дуже нерозбірливим чоловіком, і тоді ми знали його спосіб життя».
Окрім цього Гейч стверджувала, що батько неодноразово ґвалтував її до 12 років, що ставало причиною її генітального герпесу. На питання: «А навіщо гею ґвалтувати дівчину?» в інтерв'ю The Advocate у 2001 році вона відповіла: «Я не думаю, що він був просто геєм. Я думаю, що в нього були сексуальні відхилення. Я вважала, що мій батько був геєм, і він мав це приховувати. Я думаю, що він був секс-насильником. Чим більше він не міг бути тим, ким він насправді був, тим більше виходило з нього в тому способі, яким воно було».
Через три місяці після смерті батька її 18-річний брат Натан загинув в автокатастрофі. Офіційна версія полягала в тому, що він заснув за кермом і врізався в дерево, хоча Гейч стверджує, що це було самогубство. Решта родини Гейч згодом переїхала до Чикаго, де Енн навчалася в прогресивній школі Френсіса В. Паркера. У 1985 році, коли акторці було 16 років, агент зауважив її в шкільній виставі й забезпечив їй прослуховування для денної мильної опери «Як світ обертається». Гейч прилетіла до Нью-Йорка, пройшла прослуховування, після чого їй запропонували роботу, але мати акторки наполягала, щоб вона спочатку закінчила середню школу. Незадовго до закінчення середньої школи в 1987 році Гейч запропонували подвійну роль у денній мильній опері «Інший світ». "Мені знов сказали, що я не можу залишити школу. Моя мати була дуже релігійною, і, можливо, вона думала, що (акторство) це світ грішників, — сказала Енн, — але я зателефонувала й сказала: «Надішли мені квиток. Я сідаю в літак».
5 серпня 2022 р. Енн Гейч спричинила автомобільну катастрофу, зазнала травм, опіків і отруєння димом, внаслідок чого впала в кому; фактично її мозок вмер 11 серпня, а тіло підтримували ще одну добу для донорства органів, після чого відімкнули від життєзабезпечення.

## Особисте життя
Енн Гейч була відкритою бісексуалкою.

## Фільмографія
| Рік       |    | Українська назва                                 | Оригінальна назва                         | Роль                                                          |
| --------- | -- | ------------------------------------------------ | ----------------------------------------- | ------------------------------------------------------------- |
| 2023      | ф  | Коли Френкі зустріла Джека                       |                                           | мати подруги                                                  |
| 2021      | ф  | 13 хвилин                                        | 13 Minutes (II)                           | Теммі                                                         |
|           | ф  | (післявиробництво)                               | Chasing Nightmares                        | клер                                                          |
| 2020      | ф  | Година істини                                    | The Vanished                              | Венді Майклсон                                                |
| 2020      | ф  |                                                  | Wildfire                                  | Діана Джонс                                                   |
| 2020      | ф  |                                                  | Hour of Lead                              | Венді                                                         |
| 2018—2019 | с  | Поліція Чикаго                                   | Chicago P.D.                              | Кетрін Бреннан, заст. суперінтенданта (11 епізодів)           |
| 2019      | ф  |                                                  | The Best of Enemies                       | Мері Елліс                                                    |
| 2015—2018 | с  | Квантико                                         | Quantico                                  | д-р Сьюзен Ленгдон (2 епізоди)                                |
| 2017—2018 | с  |                                                  | The Brave                                 | Патріша Кемпбелл (13 епізодів)                                |
| 2017      | ф  |                                                  | Armed Response                            | Райлі                                                         |
| 2017      | ф  | Мій друг Дамер                                   | My Friend Dahmer                          | Джойс Дамер                                                   |
| 2017      | ф  |                                                  | The Last Word                             | Елізабет                                                      |
| 2016      | с  |                                                  | Aftermath                                 | Карен Коупленд (13 епізодів)                                  |
| 2016      | тф |                                                  | Looks Like Christmas                      | Керол Монтгомері                                              |
| 2016      | ф  | Жіноча бійка                                     | Catfight                                  | Ешлі                                                          |
| 2016      | ф  |                                                  | Opening Night                             | Брук                                                          |
| 2013—2015 | с  | Час пригод                                       | Adventure Time with Finn & Jake           | Cherry Cream Soda Gal / Cherry Cream Soda (голоси, 2 епізоди) |
| 2015      | с  | Розкопки                                         | Dig                                       | Лінн Монаган (10 епізодів)                                    |
| 2015      | ф  | Шалена карта                                     | Wild Card                                 | Роксі                                                         |
| 2014      | мс | Легенда про Корру                                | The Legend of Korra                       | Суїнь Бейфон (голоси, 14 епізодів)                            |
| 2014      | тф | Якось на Святвечір                               | One Christmas Eve                         | Нель Блейкмор                                                 |
| 2013—2014 | с  | Шоу Майкла Джей Фокса                            | The Michael J. Fox Show                   | Сьюзен Родрігес-Джонс (5 епізодів)                            |
| 2013      | ф  |                                                  | Nothing Left to Fear                      | Венді                                                         |
| 2013      | с  |                                                  | Save Me                                   | Бет Гарпер (7 епізодів)                                       |
| 2012      | с  |                                                  | Blackout                                  | д-р Дебра Вестен (3 епізоди)                                  |
| 2012      | ф  |                                                  | Arthur Newman                             | Міна Кроулі                                                   |
| 2012      | ф  |                                                  | Black November                            | Барбара                                                       |
| 2012      | ф  |                                                  | That's What She Said                      | Ді Ді                                                         |
| 2011      | тф |                                                  | Silent Witness                            | Кейт Робб                                                     |
| 2009—2011 | с  | Жеребець                                         | Hung                                      | Джессіка Гексон (30 епізодів)                                 |
| 2011      | тф |                                                  | Girl Fight                                | Мелісса                                                       |
| 2011      | ф  | Бастіон                                          | Rampart                                   | Кетрін                                                        |
| 2011      | ф  |                                                  | Cedar Rapids                              | Джоан Островські-Фокс                                         |
| 2010      | ф  | Копи на підхваті                                 | The Other Guys                            | Памела Бордмен (немає в титрах)                               |
| 2009      | ф  | Бабій                                            | Spread                                    | Саманта, багата адвокатка                                     |
| 2008      | ф  |                                                  | Toxic Skies                               | д-р Тесс Мартін                                               |
| 2006—2008 | с  |                                                  | Men in Trees                              | Марін Фріст (36 епізодів)                                     |
| 2007      | с  |                                                  | Masters of Science Fiction                | Марта фон Фоґель (1 епізод)                                   |
| 2007      | в  |                                                  | Superman/Doomsday                         | Лоїс Лейн (голос)                                             |
| 2007      | ф  |                                                  | What Love Is                              | Лора                                                          |
| 2007      | ф  |                                                  | Suffering Man's Charity                   | Гелен Джейкобсен                                              |
| 2006      | тф |                                                  | Fatal Desire                              | Таня                                                          |
| 2005—2006 | с  |                                                  | Higglytown Heroes                         | Глорія-офіціантка (голос, 3 епізоди)                          |
| 2005      | тф |                                                  | True                                      | Розі Тру                                                      |
| 2005      | тф |                                                  | Silver Bells                              | Кетрін О'Мара                                                 |
| 2005      | с  | Частини тіла                                     | Nip/Tuck                                  | Ніколь Морретті (3 епізоди)                                   |
| 2004—2005 | с  |                                                  | Everwood                                  | Аманда Геєс (10 епізодів)                                     |
| 2004      | тф | Знають тільки мертві                             | The Dead Will Tell                        | Емілі Паркер                                                  |
| 2004      | ф  |                                                  | Birth                                     | Клара                                                         |
| 2004      | ф  |                                                  | Sexual Life                               | Ґвен                                                          |
| 2004      | тф | Вибір Ґрейсі                                     | Gracie's Choice                           | Ровена Лоусон                                                 |
| 2002      | ф  | Джон К'ю                                         | John Q                                    | Ребека Пейн                                                   |
| 2001      | ф  |                                                  | Prozac Nation                             | д-р Стерлінг                                                  |
| 2001      | с  |                                                  | Ally McBeal                               | Мелані Вест (7 епізодів)                                      |
| 2000      | тф |                                                  | One Kill                                  | к-н Мері Джейн О'Мейллі                                       |
| 2000      | ф  | Збіг обставин                                    | Auggie Rose                               | Люсі Браун                                                    |
| 1999      | ф  |                                                  | The Third Miracle                         | Роксана                                                       |
| 1998      | ф  | Психо                                            | Psycho                                    | Меріон Крейн                                                  |
| 1998      | ф  | Повернення до раю                                | Return to Paradise                        | Бет Істерн                                                    |
| 1998      | ф  | Шість днів, сім ночей                            | Six Days, Seven Nights                    | Робін Монро                                                   |
| 1997—1998 | с  |                                                  | Ellen                                     | Карен / жінка за сусіднім столиком (по 1 епізоду)             |
| 1997      | ф  | Хвіст крутить собакою                            | Wag the Dog                               | Вініфред Еймс                                                 |
| 1997      | ф  | Я знаю, що ви скоїли минулого літа               | I Know What You Did Last Summer           | Мелісса Іґен                                                  |
| 1997      | тф | Не притулятися / Історії метро: Казки з підпілля | SUBWAYStories: Tales from the Underground | вагітна дівчина (розділ «Мангеттенське диво»)                 |
| 1997      | ф  | Вулкан                                           | Volcano                                   | д-р Емі Барнс                                                 |
| 1997      | ф  | Донні Браско                                     | Donnie Brasco                             | Меґґі                                                         |
| 1996      | вг |                                                  | 9: The Last Resort                        | Miss G-String / The Guitar Woman (голос)                      |
| 1996      | тф | Якби стіни могли говорити                        | If These Walls Could Talk                 | Крістін Каллен (розділ «1996»)                                |
| 1996      | ф  |                                                  | Walking and Talking                       | Лора                                                          |
| 1996      | ф  | Присяжна                                         | The Juror                                 | Джульєтта                                                     |
| 1995      | ф  |                                                  | Pie in the Sky                            | Емі                                                           |
| 1995      | ф  |                                                  | Wild Side                                 | Алекс Лі / Джоанна                                            |
| 1995      | тф |                                                  | Kingfish: A Story of Huey P. Long         | Ейлін Дюмонт                                                  |
| 1994      | тф | (короткометр.)                                   | The Investigator                          | Люсінда                                                       |
| 1994      | ф  |                                                  | A Simple Twist of Fate                    | Сусідка Тенні (немає в титрах)                                |
| 1994      | ф  |                                                  | Milk Money                                | Бетті                                                         |
| 1994      | тф |                                                  | Girls in Prison                           | Дженніфер                                                     |
| 1994      | с  |                                                  | Rebel Highway                             | Дженніфер (1 епізод)                                          |
| 1994      | тф |                                                  | Against the Wall                          | Шерон                                                         |
| 1994      | ф  |                                                  | I'll Do Anything                          | Клер                                                          |
| 1993      | с  | Хроніки молодого Індіани Джонса                  | The Young Indiana Jones Chronicles        | Кейт (1 епізод)                                               |
| 1993      | ф  | Пригоди Гека Фінна                               | The Adventures of Huck Finn               | Мері Джейн Вілкс                                              |
| 1993      | ф  |                                                  | An Ambush of Ghosts                       | Деніз                                                         |
| 1992      | тф |                                                  | O Pioneers!                               | Марі                                                          |
| 1987—1992 | с  |                                                  | Another World                             | Вікі Гадсон / Марлі Лав / інші (49 епізодів)                  |
| 1991      | с  |                                                  | Murphy Brown                              | Ніка (1 епізод)                                               |

## Нагороди і номінації
Станом на  03.10.2020
| Рік  | Нагорода                          | Організація                                             | Категорія                                                                | Робота                                  | Примітки | Результати |
| ---- | --------------------------------- | ------------------------------------------------------- | ------------------------------------------------------------------------ | --------------------------------------- | --- | ---------- |
| 2019 | Career Achievement                | Sarasota Film Festival                                  |                                                                          |                                         | | Перемога   |
| 2015 | BTVA People's Choice Voice Acting | Behind the Voice Actors Awards                          | Best Vocal Ensemble in a Television Series — Action/Drama                | Легенда про Корру                       | Разом з іншими акторами мультсеріалу                                                                                    | Перемога   |
| 2015 | BTVA Television Voice Acting      | Behind the Voice Actors Awards                          | Best Vocal Ensemble in a Television Series — Action/Drama                | Легенда про Корру                       | Разом з іншими акторами мультсеріалу                                                                                    | Номінація  |
| 2005 | Saturn                            | Academy of Science Fiction, Fantasy & Horror Films, USA | Best Actress on Television                                               | «Тільки мертві знають»                  | | Номінація  |
| 2005 | Prism                             | Prism Awards                                            | Performance in a TV Movie or Miniseries                                  | «Вибір Ґрейсі»                          | | Номінація  |
| 2004 | Primetime Emmy                    | Primetime Emmy Awards                                   | Outstanding Supporting Actress in a Miniseries or a Movie                | «Вибір Ґрейсі»                          | За роль Ровени Ларсон                                                                                                   | Номінація  |
| 2000 | Golden Slate                      | Csapnivalo Awards                                       | Best Actress in a Leading Role                                           | «Повернення до раю»                     | | Номінація  |
| 2000 | Stephen F. Kolzak                 | GLAAD Media Awards                                      |                                                                          |                                         | | Перемога   |
| 2000 | Audience                          | Paris International Lesbian and Feminist Film Festival  | Best Film                                                                | «Якби стіни могли говорити 2»           | Разом із Джейн Андерсон та Мартою Кулідж                                                                                | Перемога   |
| 2000 | Lucy                              | Women in Film Lucy Awards                               |                                                                          |                                         | Разом із Шерон Стоун, Мішель Вільямс, Шер, Дженніфер Тодд, Сюзанн Тодд, Іною Марлен Кінг, Джейн Андерсон, Ненсі Савокою | Перемога   |
| 1999 | Saturn                            | Academy of Science Fiction, Fantasy & Horror Films, USA | Best Supporting Actress                                                  | «Психо» (1998)                          | | Номінація  |
| 1999 | Blockbuster Entertainment         | Blockbuster Entertainment Awards                        | Favorite Actress — Comedy/Romance                                        | «Шість днів, сім ночей»                 | | Номінація  |
| 1999 | Chainsaw                          | Fangoria Chainsaw Awards                                | Best Supporting Actress                                                  | «Психо» (1998)                          | | Номінація  |
| 1999 | Razzie                            | Razzie Awards                                           | Worst Actress                                                            | «Психо» (1998)                          | | Номінація  |
| 1998 | Golden Satellite                  | Satellite Awards                                        | Best Actress in a Supporting Role in a Motion Picture, Comedy or Musical | «Хвіст крутить собакою»                 | | Номінація  |
| 1998 | Stinker                           | The Stinkers Bad Movie Awards                           | Worst Actress                                                            | «Психо» (1998), «Шість днів, сім ночей» | | Номінація  |
| 1997 | NBR                               | National Board of Review, USA                           | Best Supporting Actress                                                  | «Доні Браско», «Хвіст крутить собакою»  | | Перемога   |
| 1992 | Soap Opera Digest                 | Soap Opera Digest Awards                                | Outstanding Lead Actress: Daytime                                        | «Інший світ» (1964—1999)                | | Перемога   |
| 1991 | Daytime Emmy                      | Daytime Emmy Awards                                     | Outstanding Younger Actress in a Drama Series                            | «Інший світ» (1964—1999)                | | Перемога   |
| 1989 | Daytime Emmy                      | Daytime Emmy Awards                                     | Outstanding Juvenile Female in a Drama Series                            | «Інший світ» (1964—1999)                | | Номінація  |
| 1989 | Soap Opera Digest                 | Soap Opera Digest Awards                                | Outstanding Female Newcomer: Daytime                                     | «Інший світ» (1964—1999)                | | Перемога   |